# Ал Пјано (Болцано)
Ал Пјано (итал. Al Piano) је насеље у Италији у округу Болцано, региону Трентино-Јужни Тирол.
Према процени из 2011. у насељу је живело 14 становника. Насеље се налази на надморској висини од 1500 м.